# مغامرة مصاصة دماء ساسكس
مغامرة مصاصة دماء ساسكس (بالإنجليزية: The Adventure of the Sussex Vampire)‏ واحدة من 56 قصة قصيرة لشيرلوك هولمز من تأليف السير آرثر كونان دويل. واحدة من 12 في سلسلة كتاب قضايا شرلوك هولمز. نشرت القصة أول مرة بشكل منفرد في 1924 في مجلة الستراند.

## الترجمة العربية
مغامرة مصاصة دماء ساسكس، مؤسسة هنداوي، ترجمة إسلام سميح الردان ومراجعة محمد فتحي خضر.